# Oleg Kalouguine
Oleg Danilovitch Kalouguine (en russe : Олег Данилович Калугин ; en anglais : Oleg Danilovich Kalugin), né à Léningrad le 6 septembre 1934 , est un ancien général-major du KGB, en Union soviétique, réfugié aux États-Unis.

## Biographie

### Carrière au KGB
Né d'un père garde du NKVD et d'une mère ouvrière, Oleg Kalouguine est pendant sa jeunesse un fervent communiste. À 17 ans, il s'enrôle dans la première direction générale du KGB, chargée du renseignement extérieur. Après sa formation initiale, il fait partie d'un groupe comptant notamment Alexandre Nikolaïevitch Iakovlev qui est envoyé à New York pendant un an sous couvert d'études de journalisme. Au cours de cette période, en août 1959, il est abordé par un Américain d'origine soviétique et aux sympathies communistes, Anatoly P. Kotloby, ingénieur chimiste travaillant chez Thiokol sur les moteurs-fusées à carburant solide, qu'il parvient à recruter comme source de renseignements. 
De 1960 à 1964, il est à nouveau envoyé à New York, sous couverture de correspondant de Radio Moscou. Officier de renseignement politique, il est chargé de recruter des sources dans la mission américaine auprès des Nations unies et parmi la presse américaine et internationale, ainsi que de participer aux mesures actives (propagande) menées par l'antenne du KGB. 
En 1965, ayant atteint le grade de major, il est nommé adjoint pour le renseignement politique au chef d'antenne de Washington, où il est posté avec le titre officiel d'officier de presse du ministère des affaires étrangères, qui lui donne une couverture diplomatique. Bien que sa mission soit de cibler des diplomates et des politiciens, il a également travaillé à l'exploitation de taupes dans les services de renseignement et les forces armées américaines comme Robert Lipka (en) (soldat affecté à la National Security Agency) et John Walker (chiffreur de l'US Navy). Vers cette époque, il commence à être déçu par l'immobilisme du Politburo et la bureaucratisation du KGB, et est particulièrement choqué par l'invasion de la Tchécoslovaquie par les troupes du Pacte de Varsovie en 1968. 
En 1970, Kalouguine quitte Washington pour être nommé directeur adjoint de la direction K (contre-espionnage extérieur) de la première direction générale du KGB, chargée notamment d'infiltrer les services secrets des pays étrangers, les organisations d'émigrés soviétiques, et de surveiller les citoyens soviétiques en poste à l'étranger. Le KGB était confronté à la difficulté de recruter des espions en Occident, de moins en moins d'Occidentaux étant alors attirés par le communisme, alors que de plus en plus d'officiers soviétiques faisaient défection. Kalouguine sortit notamment Kim Philby de l'alcoolisme et l'isolation dans laquelle il végétait. 
En 1973, Kalouguine devint directeur de la direction K et l'année suivante, fut élevé au grade de général, faisant de lui le plus jeune général du KGB depuis la Seconde Guerre mondiale. À ce poste, il organisa l'enlèvement en 1975 du transfuge et agent double Nikolaï Artamonov (alias Nicholas Shadrin (en)) qui se termina tragiquement, supervisa la gestion comme source de l'ancien agent de la CIA David Henry Barnett, et fut témoin de la livraison par le KGB aux services bulgares de l'arme qui fut utilisée pour assassiner Guéorgui Markov. 
En 1979, à la suite d'une dispute bureaucratique qui l'opposa à Vladimir Krioutchkov et de vagues soupçons que l'agent Kotloby qu'il avait recruté en 1959 aurait pu être un agent double, Kalouguine fut réassigné hors de la première direction générale du KGB. À partir de 1980, il est le premier adjoint au chef du poste du KGB de Leningrad, qui supervise la sécurité et la surveillance de la population. Détestant ce travail et démoralisé par l'attitude de la nomenklatura, il profite de l'ère Gorbatchev pour exprimer ses opinions opposées au KGB, ce qui lui vaut d'être muté officier de sécurité à l'académie des sciences en 1987, puis au ministère de l'Électronique, puis mis à la retraite anticipée en février 1990.

### Vie après le KGB
En juin 1990, Kalouguine rejoint les opposants de la « plateforme démocratique », demandant une réforme du KGB. Le mois suivant, il est dégradé, privé de ses décorations et de sa retraite par un décret de Gorbatchev. Il est député de Krasnodar de septembre 1990 à décembre 1991, et fait partie de la résistance au putsch de Moscou. 
Après la dissolution de l'URSS, il devient consultant pour des compagnies privées. Ses mémoires sont publiés en Amérique et au Royaume-Uni en 1994, et en Russie l'année suivante. En 1995, il déménage aux États-Unis pour travailler sur un projet international. Il collabore également au jeu vidéo Spycraft: The Great Game. En 2001, il est appelé comme témoin au procès de George Trofimoff (en), un ancien colonel du renseignement de l'US Army que Kalouguine avait manipulé comme agent du KGB. Réticent mais risquant d'être accusé d'outrage en cas de refus, Kalouguine témoigna contre Troffimof. 
En juin 2002, Oleg Kalouguine est condamné par contumace à 15 ans de prison pour la divulgation de secrets d'État. L'instruction, le procès et la condamnation furent effectués dans un secret total. On lui a reproché la publication de ses mémoires où il dévoilait l'existence de Trofimoff (cependant, l'enquête contre Trofimoff avait été lancée par les informations apportées à l'Ouest par le transfuge Vassili Mitrokhine dès 1992). Kalouguine demanda et obtint l'asile politique aux États-Unis et la citoyenneté américaine. Il est par ailleurs un critique de Vladimir Poutine.